# Premier Acte de Succession
Le Premier Acte de Succession est un texte de loi adopté par le Parlement d'Angleterre le 23 mars 1534 pendant le règne d'Henri VIII.
Cet Acte a été formellement intitulé : Succession to the Crown Act 1533 (Acte de succession à la couronne de 1533) ou Act of Succession 1533 (Acte de Succession de 1533). Cet Acte est souvent daté de 1534 car il a bien été ratifié par le roi en 1534 mais voté et adopté en 1533, dans le style de la Circoncision. Le calendrier Tudor, en vigueur à cette époque, datait le début de l'année au 25 mars, expliquant ainsi la confusion des dates.

## La Loi

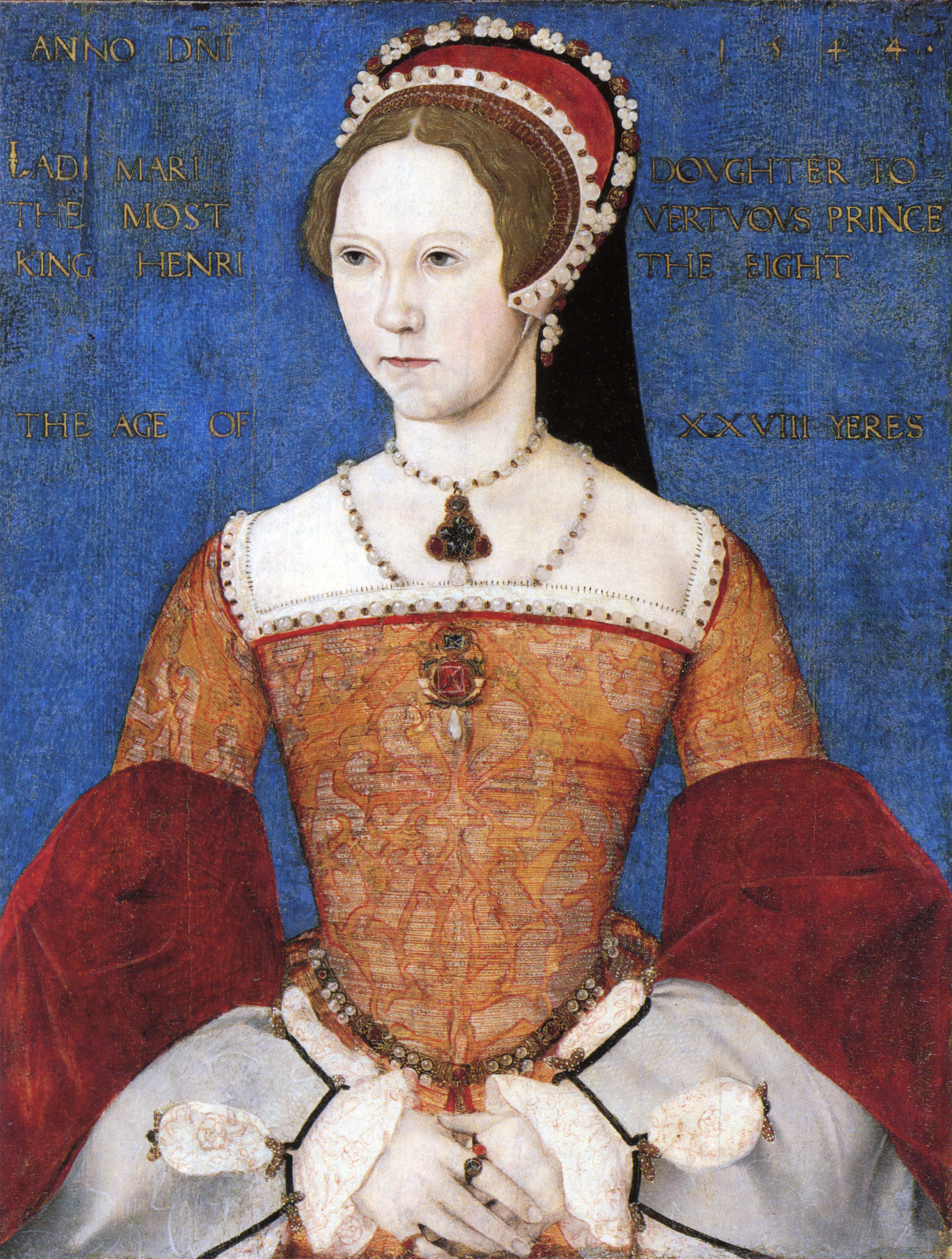
Princesse Marie En 1544

L'Acte fait de la Princesse Élisabeth, fille du roi Henry VIII et d’Anne Boleyn, née le 7 septembre 1533, seule héritière légitime de la Couronne; et déclare la Princesse Marie, fille du roi Henry VIII et de Catherine d’Aragon, enfant illégitime. L’Acte exige également que tous les sujets doivent, s’il leur est commandé, prêter serment afin de reconnaître cet Acte ainsi que la suprématie du roi. En vertu du Treasons Act 1534 (Acte sur les trahisons de 1534), toute personne refusant de prêter serment, est accusée de trahison.
Par la suite, l’Acte sera annulé par le Second Acte de Succession de 1536 (Second Succession Act) qui rend, à son tour, la Princesse Élisabeth illégitime consécutivement à la condamnation pour trahison de sa mère Anne Boleyn; et par le Troisième Acte de Succession de 1543 (Third Succession Act), qui déclare réintégrer les deux demi-sœurs légitimes - Marie puis Élisabeth - dans l'ordre de succession au trône.
La législation actuellement applicable est l’Acte d’Etablissement de 1701 (Act of settlement 1701).

## Liste de lois dépendantes de la Succession
- Respect du serment à la succession (Succession to the Crown Act 1534)
- Second Acte de Succession (Succession to the Crown: Marriage Act 1536)
- Troisième Acte de Succession (Succession to the Crown Act 1543)
- Ligne de succession du trône britannique
- Successions Alternatives à la couronne d'Angleterre